# Menhir d'Irvit
Le menhir d'Irvit est un menhir situé sur la commune de Plouescat, dans le département du Finistère en France.

## Historique
Le menhir est mentionné pour la première fois par le chevalier de Fréminville en 1832. Il est classé au titre des monuments historiques par arrêté du 23 février 1921.

## Description
Le menhir est un bloc de granite d'origine locale. Il mesure 3,60 m de hauteur. Il comporte une cuvette, due à l'érosion, à son sommet.

## Folklore
Selon une tradition, qui demeurait encore en 1912, le menhir sonne douze coups à midi et à minuit.

## Annexe